# Topirciîkî, Izeaslav
Topirciîkî (în ucraineană Топірчики) este un sat în comuna Toporî din raionul Izeaslav, regiunea Hmelnîțkîi, Ucraina.

## Demografie
Componența lingvistică a localității Topirciîkî
     Ucraineană (99,05%)
     Alte limbi (0,94%)
Conform recensământului din 2001, majoritatea populației localității Topirciîkî era vorbitoare de ucraineană (99,05%), existând în minoritate și vorbitori de alte limbi.